# 大众硬件
《大众硬件》，是由大众软件杂志社主办，于2003年1月创刊的一本以电脑硬件为主要内容的月刊杂志。杂志社地点在北京市海淀区。
主要栏目为：“热点述评”、“综合评测”、“试用手记”、“技术前沿”、“入门学堂”、“应用心得”等。2009年，杂志投资商受金融危机影响，撤回投资，《大众硬件》因此停刊。主办单位是科学出版社。国内刊号：11-4927/TP，国际刊号：1672-0326。